# Stockholmstorpesjön
Stockholmstorpesjön är en sjö i Norrköpings kommun i Östergötland och ingår i Motala ström-Söderköpingsåns kustområde. Sjön har en area på 0,0493 kvadratkilometer och ligger 8,3 meter över havet.

## Delavrinningsområde
Stockholmstorpesjön ingår i det delavrinningsområde (648776-155518) som SMHI kallar för Mynnar i havet. Medelhöjden är 20 meter över havet och ytan är 53,23 kvadratkilometer. Det finns ett avrinningsområde uppströms, och räknas det in blir den ackumulerade arean 106,81 kvadratkilometer. Avrinningsområdets utflöde Jonsbergsån mynnar i havet. Avrinningsområdet består mestadels av skog (48 procent), öppen mark (16 procent) och jordbruk (35 procent). Avrinningsområdet har 0,05 kvadratkilometer vattenytor vilket ger det en sjöprocent på 0,1 procent.